# 布赖恩·诺顿
布赖恩·诺顿（英語：Brian Norton，1899年10月10日—1956年7月16日），南非前男子网球运动员。他曾获得1923年美国网球公开赛男子双打冠军。他也曾参加1920年夏季奥林匹克运动会。